# Кортрайт (Нью-Йорк)
Кортрайт (англ. Kortright) — місто (англ. town) в США, в окрузі Делавер штату Нью-Йорк. Населення — 1544 особи (2020).

## Демографія
Згідно з переписом 2010 року, у місті мешкало 1675 осіб у 674 домогосподарствах у складі 452 родин. Було 1112 помешкання
Расовий склад населення:
| - 93,9 % — білих - 2,6 % — чорних або афроамериканців - 0,9 % — азіатів - 0,4 % — корінних американців |

До двох чи більше рас належало 1,9 %. Частка іспаномовних становила 3,9 % від усіх жителів.
За віковим діапазоном населення розподілялося таким чином: 22,5 % — особи молодші 18 років, 57,9 % — особи у віці 18—64 років, 19,6 % — особи у віці 65 років та старші. Медіана віку мешканця становила 45,7 року. На 100 осіб жіночої статі у місті припадало 107,8 чоловіків;  на 100 жінок у віці від 18 років та старших — 99,7 чоловіків також старших 18 років.
Середній дохід на одне домашнє господарство  становив 69 432 долари США (медіана — 59 250), а середній дохід на одну сім'ю — 75 275 доларів (медіана — 64 722). Медіана доходів становила 46 389 доларів для чоловіків та 41 750 доларів для жінок. За межею бідності перебувало 17,6 % осіб, у тому числі 44,5 % дітей у віці до 18 років та 2,0 % осіб у віці 65 років та старших.
Цивільне працевлаштоване населення становило 623 особи. Основні галузі зайнятості: освіта, охорона здоров'я та соціальна допомога — 31,3 %, виробництво — 14,6 %, роздрібна торгівля — 9,0 %, мистецтво, розваги та відпочинок — 8,3 %.